# Lighthouse X

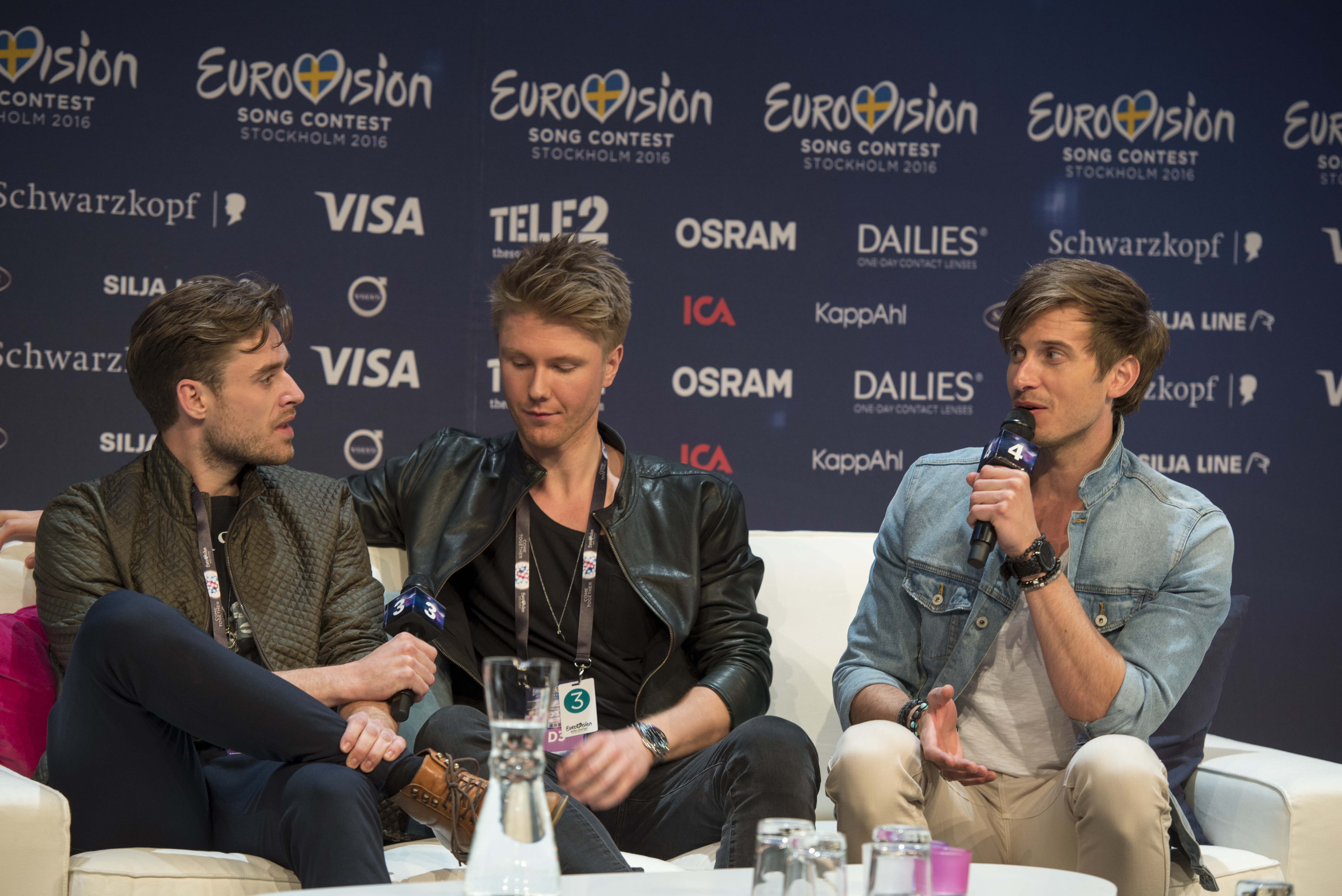
Foto del grup entrevistats a la sala de premsa del Festival d'Eurovisió 2016

Lighthouse X (pronunciat Lighthouse Ten) és un grup de pop danès format pel Søren Bregendal (30 de maig del 1983), en Johannes Nymark (30 de juliol del 1986) i el Martin Skriver (30 de novembre del 1986).
Són coneguts internacionalment per haver participat en el Festival d'Eurovisió l'any 2016 en representació del seu país, Dinamarca. El grup diu donar suport als infants i joves amb dificultats cooperant amb organitzacions com "Børnehjertefonden", "Julemærkefonden" i "Børn, Unge og Sorg".